# Fresnay
Fresnay település Franciaországban, Aube megyében. Lakosainak száma 50 fő (2022. január 1.). Fresnay Arrentières, Engente, Lévigny, Maisons-lès-Soulaines, Thil, Thors és Ville-sur-Terre községekkel határos.

## Népesség
A település népessége az elmúlt években az alábbi módon változott:
| Lakosok száma | 71   | 59   | 52   | 50   | 43   | 46   | 47   | 49   | 49   | 50   |
|               | 1968 | 1982 | 1990 | 2006 | 2013 | 2015 | 2017 | 2019 | 2020 | 2022 |